# 1993年至1994年NBA赛季
1993-94赛季是NBA第48个赛季，休斯顿火箭队4:3击败纽约尼克斯首度捧得总冠军奖杯。

## 值得关注的事情
- 本赛季即将开始的时候，迈克尔·乔丹由于父亲的离世而宣布退役，转战棒球联盟，1995年3月才回归篮坛。

- 湖人队巨星埃尔文·约翰逊尝试执教球队，然而他带领的洛杉矶湖人队历史上第四次未能进入季后赛。

- 1994年NBA全明星赛在明尼苏达州明尼阿波利斯的标靶中心进行，东部明星队127-118击败西部明星队，芝加哥公牛球星斯科特·皮蓬获得MVP.

- 圣安东尼奥马刺队搬到他们的新主场Alamodome.

- 丹佛掘金创造历史，成为首支击败头号种子的八号种子球队，他们在季后赛首轮3:2淘汰了西雅图超音速。

- 正在为新赛季做准备的雷吉·路易斯在一次随队训练当中突然猝然倒地。仅仅过了三小时后，最终，他在医院因心脏病去世，年仅27岁半。是凯尔特人历史上最悲痛的事件之一，是刘易斯的死让凯尔特人的复兴计划被迫推迟数年。

## 成绩

### 东部联盟
| 球队            | 胜 | 负 | 胜率 | 落后 |
| --------------- | -- | -- | ---- | ---- |
| 纽约尼克斯（2） | 57 | 25 | .695 | -    |
| 奥兰多魔术（4） | 50 | 32 | .610 | 7    |
| 新泽西网（7）   | 45 | 37 | .549 | 12   |
| 迈阿密热火（8） | 42 | 40 | .512 | 15   |
| 波士顿凯尔特人  | 32 | 50 | .390 | 25   |
| 费城76人        | 25 | 57 | .305 | 32   |
| 华盛顿子弹      | 24 | 58 | .293 | 33   |

| 球队                | 胜 | 负 | 胜率 | 落后 |
| ------------------- | -- | -- | ---- | ---- |
| 亚特兰大鹰（1）     | 57 | 25 | .695 | -    |
| 芝加哥公牛（3）     | 55 | 27 | .671 | 2    |
| 印第安那步行者（5） | 47 | 35 | .573 | 10   |
| 克里夫兰骑士（6）   | 47 | 35 | .573 | 10   |
| 夏洛特黄蜂          | 41 | 41 | .500 | 16   |
| 密尔沃基雄鹿        | 20 | 62 | .244 | 37   |
| 底特律活塞          | 20 | 62 | .244 | 37   |

### 西部联盟
| 球队                | 胜 | 负 | 胜率 | 落后 |
| ------------------- | -- | -- | ---- | ---- |
| 休斯顿火箭（2）     | 58 | 24 | .707 | -    |
| 圣安东尼奥马刺（4） | 55 | 27 | .671 | 3    |
| 犹他爵士（5）       | 53 | 29 | .646 | 5    |
| 丹佛掘金（8）       | 42 | 40 | .512 | 16   |
| 明尼苏达森林狼      | 20 | 62 | .244 | 38   |
| 達拉斯獨行俠        | 13 | 69 | .159 | 45   |

| 球队              | 胜 | 负 | 胜率 | 落后 |
| ----------------- | -- | -- | ---- | ---- |
| 西雅图超音速（1） | 63 | 19 | .768 | -    |
| 菲尼克斯太阳（3） | 56 | 26 | .683 | 7    |
| 金州勇士（6）     | 50 | 32 | .610 | 13   |
| 波特兰开拓者（7） | 47 | 35 | .573 | 16   |
| 洛杉矶湖人        | 33 | 49 | .402 | 30   |
| 萨克拉门托国王    | 28 | 55 | .341 | 35   |
| 洛杉矶快船        | 27 | 55 | .329 | 36   |

|  | 赛区冠军 |

|  | 进入季后赛 |

(1)-（8）种子排名

## 个人数据统计
| -            | 球员                   | 球队           | -     |
| 平均每场得分 | 大卫·罗宾逊            | 圣安东尼奥马刺 | 29.8  |
| 平均每场篮板 | 丹尼斯·罗德曼          | 圣安东尼奥马刺 | 17.3  |
| 平均每场助攻 | 约翰·斯托克顿          | 犹他爵士       | 12.6  |
| 平均每场抢断 | 奈特·麦克米兰          | 西雅图超音速   | 3.0   |
| 平均每场盖帽 | 迪肯贝·穆托姆博        | 丹佛掘金       | 4.1   |
| 投篮命中率   | 沙奎尔·奥尼尔          | 奥兰多魔术     | 59.9% |
| 罚篮命中率   | 穆罕默德·阿卜杜·拉乌夫 | 丹佛掘金       | 95.6% |
| 三分命中率   | 特雷西·穆雷            | 波特兰开拓者   | 45.9% |

## NBA奖项
- 最有价值球员：哈基姆·奥拉朱旺（休斯顿火箭）
- 最佳新秀：克里斯·韦伯（金州勇士）
- 最佳防守球员：哈基姆·奥拉朱旺（休斯顿火箭）
- 最佳第六人：戴尔·库里（夏洛特黄蜂）
- 进步最快球员：唐·迈克里昂（华盛顿子弹）
- 最佳教练：兰尼·威尔肯斯（亚特兰大鹰）

NBA最佳第一阵容：
- 前锋-卡尔·马龙（犹他爵士）
- 前锋-斯科特·皮蓬（芝加哥公牛）
- 中锋-哈基姆·奥拉朱旺（休斯顿火箭）
- 后卫-约翰·斯托克顿（犹他爵士）
- 后卫-拉特里尔·斯普雷维尔（金州勇士）

NBA最佳第二阵容：
- 前锋-肖恩·坎普（西雅图超音速）
- 前锋-查尔斯·巴克利（菲尼克斯太阳）
- 中锋-大卫·罗宾逊（圣安东尼奥马刺）
- 后卫-米奇·里奇蒙德（萨克拉门托国王）
- 后卫-凯文·约翰逊（菲尼克斯太阳）

NBA最佳第三阵容：
- 前锋-德里克·科尔曼（新泽西网）
- 前锋-多米尼克·威尔金斯（亚特兰大鹰／洛杉矶快船）
- 中锋-沙奎尔·奥尼尔（奥兰多魔术）
- 后卫-马克·普莱斯（克里夫兰骑士）
- 后卫-加里·佩顿（西雅图超音速）

NBA最佳防守阵容：
- 前锋-查尔斯·奥科利（纽约尼克斯）
- 前锋-斯科特·皮蓬（芝加哥公牛）
- 中锋-哈基姆·奥拉朱旺（休斯顿火箭）
- 后卫-穆奇·布雷洛克（亚特兰大鹰）
- 后卫-加里·佩顿（西雅图超音速）

NBA最佳防守第二阵容：
- 前锋-丹尼斯·罗德曼（圣安东尼奥马刺）
- 前锋-霍里斯·格兰特（芝加哥公牛）
- 中锋-大卫·罗宾逊（圣安东尼奥马刺）
- 后卫-拉特里尔·斯普雷维尔（金州勇士）
- 后卫-內特·麦克米兰（西雅图超音速）

NBA最佳新秀阵容：
- 伊赛亚·里德尔（明尼苏达森林狼）
- 安芬尼·哈德威（奥兰多魔术）
- 克里斯·韦伯（金州勇士）
- 贾马尔·马什本（達拉斯獨行俠）
- 文·贝克（密尔沃基雄鹿）

NBA最佳新秀第二阵容：
- 蒂诺·拉德加（波士顿凯尔特人）
- 托尼·库科奇（芝加哥公牛）
- 肖恩·布拉德利（费城76人）
- 林奇·亨特（底特律活塞）
- 尼克·范·埃克塞尔（洛杉矶湖人）